# Happiness?
Happiness? (с англ. — «Счастье?») — третий сольный студийный альбом британского рок-музыканта Роджера Тейлора. Выпущен 9 сентября 1994 года, спустя 10 лет после выхода его предыдущего сольного альбома Strange Frontier.

## Об альбоме
Многие песни имеют острый социальный подтекст: песня «Nazis 1994» призывает к борьбе с неофашизмом, а «Revelations» поднимает вопросы голода и безработицы, нищеты и человеческого достоинства. «Dear Mr. Murdoch» — обращение к Руперту Мёрдоку, «опасному парню», с чьим «джингоистским жаргоном мы тонем в дерьме» (англ. Dear Mr Murdoch you’re a dangerous chap With your jingoist lingo we’re drowning in crap).

## Список композиций
Слова и музыка всех песен — Роджер Тейлор.
| №                   | Название                   | Длительность |
| ------------------- | -------------------------- | ------------ |
| 1.                  | «Nazis 1994»               | 2:35         |
| 2.                  | «Happiness»                | 3:17         |
| 3.                  | «Revelations»              | 3:44         |
| 4.                  | «Touch the Sky»            | 5:04         |
| 5.                  | «Foreign Sand»             | 6:53         |
| 6.                  | «Freedom Train»            | 6:12         |
| 7.                  | «You Had to Be There»      | 2:55         |
| 8.                  | «The Key»                  | 4:25         |
| 9.                  | «Everybody Hurts Sometime» | 2:52         |
| 10.                 | «Loneliness…»              | 2:25         |
| 11.                 | «Dear Mr. Murdoch»         | 4:19         |
| 12.                 | «Old Friends»              | 3:33         |
| Общая длительность: | Общая длительность:        | 48:14        |

### Японское издание
| №                   | Название            | Длительность |
| ------------------- | ------------------- | ------------ |
| 13.                 | «Final Destination» | 5:27         |
| Общая длительность: | Общая длительность: | 53:31        |

## Участники записи
- Мастеринг Криса Блэра на студии «Abbey Road»
- Дизайн — Роджер Тейлор и Ричард Грей
- Роджер Тейлор — вокал, ударные, гитара и авторство песен.
- Джейсон Фэллоун — гитара
- Фил Спэлдинг — бас-гитара
- Мик Кроссли — фортепиано и клавишные
- Кэтрин Портер — бэк-вокал
- Джошуа Джей Макре[англ.] — программирование

Песня «Foreign Sand»
- Ёсики — автор, ударные, фортепиано и синтезатор
- Роджер Тейлор — вокал
- Джим Креган — гитара
- Фил Чен — бас-гитара
- Дик Маркс — аранжировка струнных
- Брэд Бакстер и Джоф Грейс — программирование